# Gobititan
Gobititan ist eine Gattung sauropoder Dinosaurier aus der Gruppe der Titanosauria, die während der Unterkreide (Albium) im heutigen China lebte. 
Bisher ist lediglich ein einziger Fund bekannt, der aus der zusammenhängenden Serie von 41 mittleren und hinteren Schwanzwirbeln sowie dem linken Hinterbein besteht. Der Fund stammt aus dem für seinen Fossilienreichtum bekannten Mazongshan-Gebiet im Nordwesten der chinesischen Provinz Gansu. Gobititan gilt als ein basaler (ursprünglicher) Vertreter der Titanosauria. Gobititan wurde 2003 mit der einzigen Art Gobititan shenzhouensis wissenschaftlich beschrieben. 
Gobititan ist bereits der dritte sehr basale Vertreter der Titanosauria, der aus Asien beschrieben wurde – die Beschreiber deuten dies als Hinweis darauf, dass der Ursprung der Gruppe Titanosauria in Asien liegen könnte.

## Merkmale
Gobititan lässt sich von anderen Titanosauriern anhand von Merkmalen der Schwanzwirbel unterscheiden. So waren die proximalen (auf der Vorderseite liegenden) Gelenkflächen der mittleren Schwanzwirbel höher als die distalen (auf der Hinterseite liegenden). Die Wirbelbögen waren auf den vorderen der hinteren Schwanzwirbeln relativ weit hinten platziert. Die hintersten Schwanzwirbel waren relativ kurz. Im Vergleich mit fortgeschrittenen Titanosauria wies Gobititan eine relativ hohe Anzahl an Schwanzwirbeln auf – ein basales Merkmal. Bei fortgeschrittenen Titanosauria war die Anzahl der Schwanzwirbel auf weniger als 35 reduziert.

## Forschungsgeschichte und Namensgebung
Der einzige bekannte Fund wurde im Sommer 1999 aus den mittleren Schichten der Xinminbao-Gruppe geborgen. Die wissenschaftliche Beschreibung der neuen Art und Gattung folgte 2003. Der Name Gobititan weist auf die Region Gobi und auf die Titanen der griechischen Mythologie, was auf die große Körpergröße anspielt. Der zweite Teil des Artnamens, shenzhouensis, leitet sich von Shenzhou ab, einem alten Namen für China.